# Суонском
Суонском (англ. Swanscombe / swɒnzkəm) — город в округе Дартфорд в графстве Кент в Англии. Он расположен в 7 километрах к западу от Грейвзенда и в 7,7 километрах к востоку от Дартфорда.

## История

### Предыстория

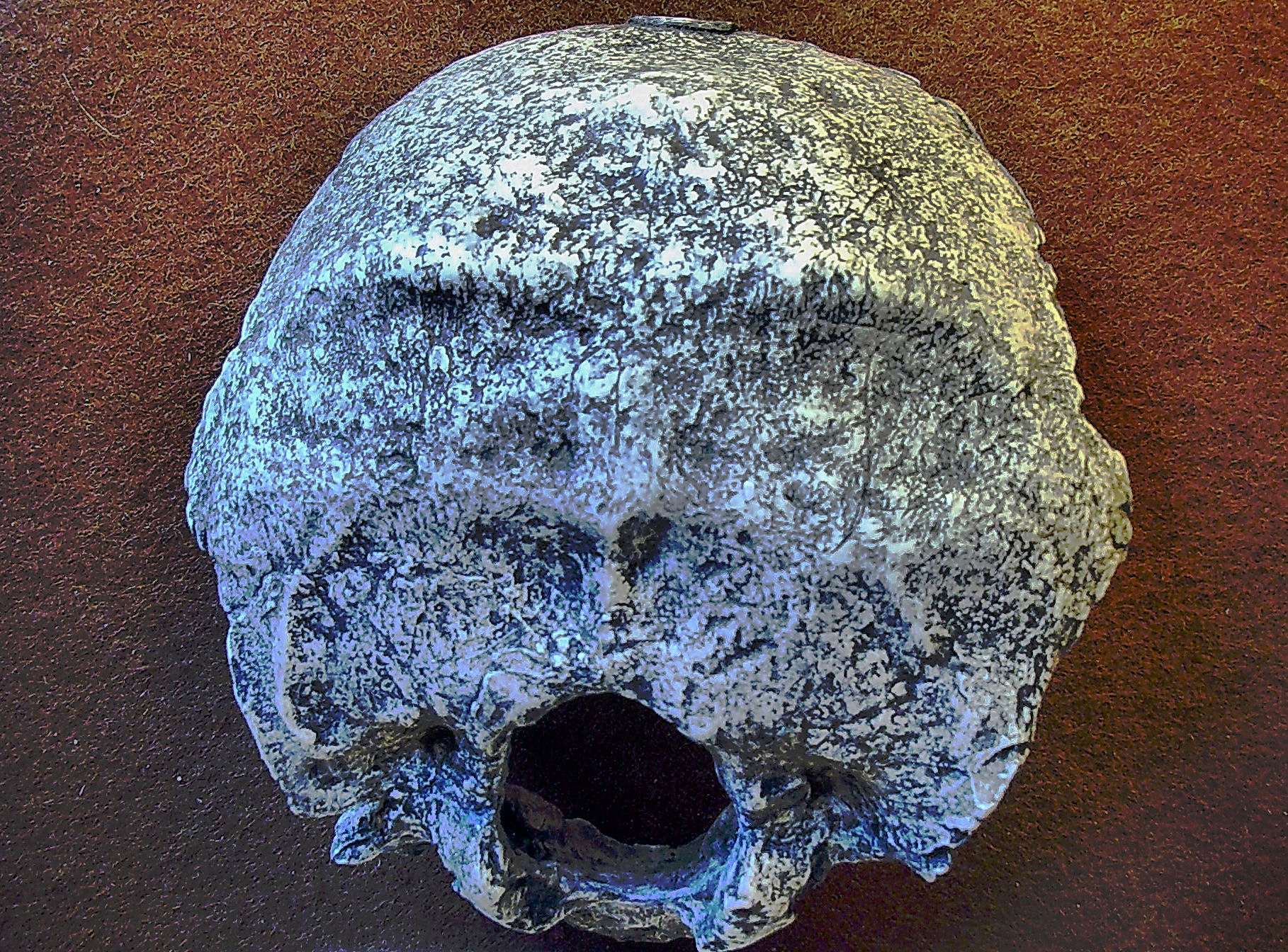
Задняя часть черепа человека из Сванскомба (копия)

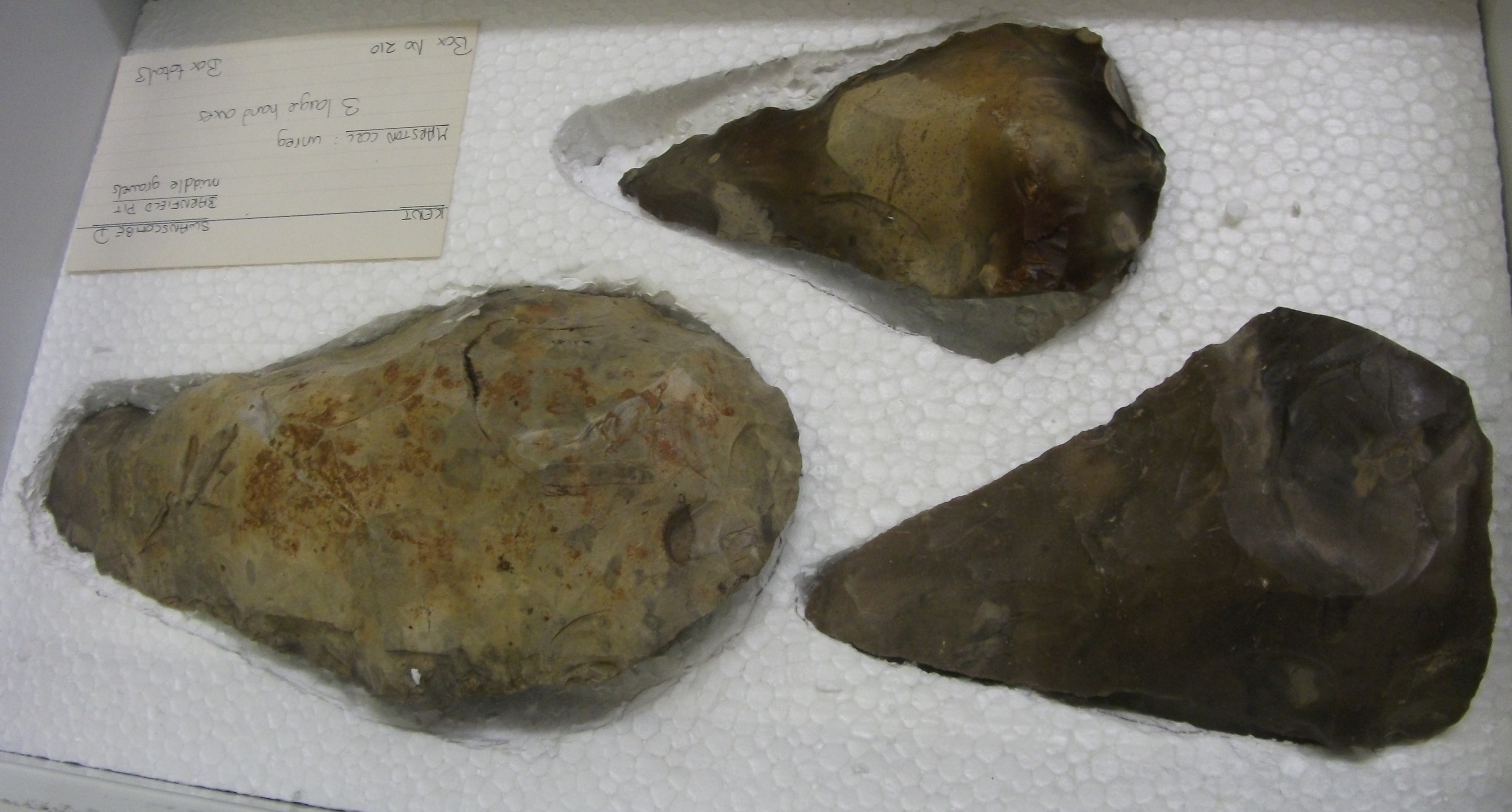
Рубила из Сванскомба

Фрагменты костей и инструменты доисторических людей были обнаружены в 1935 году в яме Барнфилд примерно в 2 км (1 миле) от деревни. Это место теперь является парком наследия Суонском. Человек из Сванскомба был поздним Homo erectus или ранним архаичным Homo sapiens. По данным Музея естественной истории, это останки ранней неандертальской женщины возрастом 400 000 лет.
Фрагменты черепа (затылочная и левая теменные кости) возрастом 400 000 лет (поздняя стадия миндель-рисса) хранятся в Музее естественной истории в Лондоне, а точная копия выставлена в Дартфордском музее. Нижние слои ямы в Барнфилде дали свидетельства существования здесь ещё более раннего, более примитивного человека, получившего название клектонского человека.
Во время раскопок, связанных со строительством железной дороги под Ла-Маншем, были найдены другие артефакты. Были обнаружены орудия человека и остатки европейского прямобивневого слона (Palaeoloxodon antiquus), возраст которых более 400 000 лет. Также список фауны содержит: слона Elephas sp., узконосого носорога Rhinoceros cf. hemitoechus, тура Bos primigenius, оленя Dama clactoniana, благородного оленя Cervus elaphus, лося Alces sp., лошади Equus caballus. Каменная индустрия представлена ашельскими рубилами.

### Эпоха викингов
Во время археологических работ, проводившихся в Эббсфлите, до строительства High Speed 1, недалеко от Суонскомба были обнаружены англосаксонская мельница и римская вилла.
Из Крейфорда на острове Танет датчане терроризировали саксонских жителей, что привело к появлению убежищ, многие из которых сохранились и по сей день. Это были колодцы, глубоко врезанные в меловой ландшафт, в которых люди прятались и могли хранить свои вещи. У колодцев простой вертикальный вал с короткими туннелями, идущими горизонтально от основания.
Викинги проводили зиму вдоль Темзы рядом со своими кораблями, создавали лагеря в графстве Кент и Эссекс. В Эссексе было зарегистрировано значительно больше денехолов (убежищ), особенно вокруг Орсетта и Грейса.

### Лес палача
Во время раскопок был обнаружен датский замок и поселение, где были найдены оружие, якоря, много керамики и брёвна для строительства кораблей. Позже поселение называлось Suinescamp (в Книге судного дня), Sweinscamp и Swanscamp, название происходит от имени короля викингов Свейна Форкберда, который высадился в Восточной Англии и стал королем Англии в 1013 году. Отец Канута, Свейн, умер в Гейнсборо на Тренте в 1014 году. Король Англии, Шотландии, Норвегии и Дании Канут (Кнут) умер в 1035 году, его сыновья не смогли удержать свою империю.
Некоторые исследователи считают, что скважины были сделаны для добычи мела. Но добыча мела в этих местах достигла пика в XIII—XIV веках, намного позже того, как набеги викингов прекратились.

### Норман Конквест
В 1066 году местные жители Суонскома собрали армию, бросив вызов Вильгельму I. Жители Кента встретили Уильяма (нормандского герцога Вильгельма) около Суонскома, где саксам удалось скрыть реальную численность своего войска. Нормандская армия сочла, что встретилась с многочисленным войском саксов. Саксам было предложено перемирие, в результате которого Кент стал единственным регионом в Англии, который Уильям оставил непокоренным. Только в этом районе Англии Совет графства Кент принял девиз Invicta, что с английского означает непобежденный.

### Церкви
Ричард Норман Шоу спроектировал церковь Всех Святых в 1894 году, построенную из молотого кремня. Он сохранился как редкий образец готического возрождения.
Построенная из кремня приходская церковь Святых Петра и Павла в основном относится к XIII веку, однако в различных её частях есть материалы ранненормандской эпохи. Башня и алтарь содержат работы XI и XII веков соответственно. Башня была реконструирована в XIII веке, а арка алтаря относится к XIV веку. Нижняя часть башни покрыта саксонскими материалами. Башня увенчана остроконечным шпилем из гальки. Крупномасштабная реставрация церкви была предпринята Джабезом Бигналлом в 1872—1873 годах. Приходская книга датируется 1559 годом. На кладбище Суонскома похоронен известный английский лингвист и востоковед Джордж Сесил Ренуард.

### Вторая мировая война
10 ноября 1940 года примерно в 8 часов вечера немецкая бомба попала прямо в отель The Morning Star Inn.
Официальные списки жертв показали, что в разбомбленном пабе погибло 27 человек, ещё шесть человек получили серьёзные ранения и пять человек — лёгкие ранения.
30 июля 1940 года ещё один налет Люфтваффе привел к гибели более двух десятков мирных жителей, 22 из которых были серьёзно ранены. Во время войны из-за близости к Лондону Суонском ещё несколько раз подвергался таким нападениям.
30 июля 1944 года на Тонтон-роуд попала ракета V1. Половина одной стороны дороги была уничтожена. 13 человек погибли и 22 получили серьёзные ранения.

## Демография
По переписи населения Великобритании 2001 года в избирательном округе Суонском проживало 6 418 человек.
Экономическая активность жителей в возрасте от 16 до 74 лет составляла 46 % при полной занятости, 11,9 % при неполной занятости, 6,5 % самозанятых, 3,8 % безработных, 11,1 % пенсионеры, 5 % постоянно больны или инвалиды и тд. Из числа жителей отделения в возрасте от 16 до 74 лет 7,7 % имели высшее образование или его эквивалент, по сравнению с 20 % по стране. Отрасль занятости жителей составляла 21,6 % в розничной торговли, 9,3 % в здравоохранении и социальной работе, 15,7 % в обрабатывающей промышленности, 10,5 % в строительстве, 0,7 % в сельском хозяйстве и др.

## Управление
Суонском изначально был частью Аксстена (Axstane Hundred), а в 1836 году также стал частью Дартфордского союза. Когда в 1894 году был создан сельский округ Дартфорд, как и большинство приходов Аксстена, в него вошёл Суонском. Но в 1926 году он отделился и образовал свой собственный городской округ. Однако в соответствии с Законом о местном самоуправлении 1972 года Суонском был присоединен к округу Дартфорд (1974). В 1981 году статус приходского совета был повышен до уровня муниципального совета Суонскома и Гринхита, горожане впервые избрали своего мэра.

## Промышленность
Юго-восток Англии богат глиной и мелом. В этом районе из полезных ископаемых сначала стали добывать кремень и камень, обычно встречающийся в Северном Даунсе и Саут-Даунс, а также в Уилде. Они использовались для изготовления инструментов.
Суонском сыграл важную роль в ранней истории цементного производства. Были открыты первые цементные производства работ вблизи Суонскома на Нортфлите около 1792 года. Джеймс Фрост открыл завод в Суонскоме в 1825 году, используя мел из Галлей-Хилл (British Cement). С 1840 по 1930 год завод в Суонскоме был крупнейшим цементным заводом в Великобритании. Несмотря на различные технологические инновации, проблема загрязнения окружающей среды цементной пылью сохранялась до 1950-х годов. Современные цементные печи в Кенте с дымоходами высотой 170 м (550 футов) теперь считаются самыми чистыми в мире. Однако сообщается, что соседние города в Медуэй являются наиболее загрязненными населенными районами в Великобритании, а цементная промышленность способствует выпадению кислотных дождей в Скандинавии.

## Транспорт
Железнодорожная станция Суонском соединяет городок с национальными железнодорожными линиями в Лутон через Вулвичский арсенал и лондонский Сент-Панкрас, лондонский Чаринг-Кросс через Сидкап, Грейвзенд и Рейнхэм .

## Интересные факты

### Palaeoloxodon antiquus
Скелет древнего вида слона сохранился в отложениях на краю древнего небольшого озера, обнаруженного в ходе раскопок во время строительства тоннеля через Ла-Манш. Вокруг скелета обнаружено много кремнёвых орудий. Суонскомский слон был обнаружен в 2004 году археологом Фрэнсисом Венбан-Смитом и определён Музеем естественной истории как Palaeoloxodon antiquus (Прямобивневый лесной слон). Также было установлено, что данной находке более 100 тыс. лет.

### Крикетный клуб
Есть один крикетный клуб со своим домом в Суонскоме и Гринхите — 1880 CC. Его площадка находится в Брумфилд-парке. Клуб восходит к 1880 году.